# Jean-Pierre Thiercelin
 (octobre 2019).
Si vous disposez d'ouvrages ou d'articles de référence ou si vous connaissez des sites web de qualité traitant du thème abordé ici, merci de compléter l'article en donnant les références utiles à sa vérifiabilité et en les liant à la section « Notes et références ».
Pour les articles homonymes, voir Thiercelin.
Jean-Pierre Thiercelin (né le 13 juin 1946) est un auteur dramatique et acteur français contemporain. Il a été formé à l'école d'art dramatique de la rue Blanche (aujourd'hui ENSATT). 

## Biographie
Jean Pierre Thiercelin est le fils de Suzanne Charot et Robert Thiercelin, expert comptable, Résistant du Loiret Déporté au camp de Mittelbau Dora. Jean Pierre Thiercelinest élevé dans une famille musicienne.
Il suit les cours d'art dramatique de la rue Blanche et travaille avec Pierre Valde et Sacha Pitoëff
Il joue un rôle dans la "notre petite ville" création de 1965, reprise en 1968.Il s'essaye également à la comédie musicale avec "Godspell" comédie musicale rock  créée en 1972 sur une musique de Stephen Schwartz.
Il  fonde en 1973 la "Compagnie du théâtre sur la place". Il  co-écrit (avec Gérard Berregard et Dominique Foucher) "Le rouge aux lèvres" 
Il participe en 1974 à lémission "Aux dossiers de l'écran" "Le merveilleux métier de comédien" 
Il participe au Billet des auteurs de théâtre (BAT), revue mensuelle des écritures théâtrales.

## Œuvres
Il est l'auteur de :
- De l'enfer à la lune , théâtre, éditions de l'Amandier, réédité aux Editions du cygnes - Préface de Elie Pressmann
- Marie-Claude : ou le muguet des déportés.
- L'Ironie du sort, théâtre musical.
- Orte unserer Einsamkeit, ( Nos champs de solitude) éditions de l'Amandier.
- Puzzle mémoire théâtre.
- Bella Ciao ! (La Vieille dame (in)juste).
- Viens, voici les beaux jours théâtre, éditions de l'Amandier.

Pièces radiophoniques
- Keaton Jones, le harcèlement, des bancs de l’école aux réseaux sociaux, France Inter, 2019.
- Shoah naissance d’un film, France Inter, 2019.
- BRIL : 1980-1987 Un combat de femmes, France Inter, 2018.
- Fiction Salut les yéyés !, France Inter, 2018.
- Fiction L'Odyssée d’Ibrahim - Une traversée européenne, France Inter, 2018.
- La Fiction :  Aimé Césaire, le poète de la colère , France Inter, 2017.
- Andrzej Wajda : l'Homme de Cannes , France Inter, 2017.
- Jacques Brel, la vie au bout du voyage , France Inter, 2017.
- Maspero, une volonté de liberté , affaires sensibles, France Inter, 2016.